# Short Cromarty
El Short N.3 Cromarty fue un prototipo británico de hidrocanoa biplano bimotor, diseñado hacia el final de la Primera Guerra Mundial. Sólo se construyó un ejemplar, que voló por primera vez en 1921 y fue desguazado en 1922.

## Desarrollo
En abril de 1917, el Almirantazgo británico desarrolló un requerimiento por un hidrocanoa de patrulla de largo alcance para trabajar en apoyo de la Flota, y emitió la Especificación N.3(b) (más tarde reemitida como Especificación XXX del Ministerio del Aire) para cubrir esta necesidad. Esto resultó en diseños de Vickers (el Valentia) y de Short de Rochester, que, aunque más conocido en esa época por sus hidroaviones de flotadores, había ganado experiencia en hidrocanoas, construyendo Felixstowe F.3 y F.5 bajo licencia desde abril de 1917.
Short Brothers recibió un encargo de tres prototipos justo después del Armisticio que finalizó la Primera Guerra Mundial. El diseño de Short, el N.3 Cromarty, era un gran biplano bimotor. Estaba propulsado por dos motores Rolls-Royce Condor de 480 kW (650 hp), y poseía un casco similar, pero más grande, al de los hidrocanoas Felixstowe, con una cola en biplano. Presentaba una cabina lado a lado para los dos pilotos, una gran cabina en caja para un artillero, que estaba armado con un cañón automático COW, y una posición dorsal para otro artillero armado con una Lewis.
La producción de los prototipos comenzó en febrero de 1919, pero los segundo y tercero fueron cancelados antes de ser terminados, siendo lanzado el primero finalmente el 21 de marzo de 1921 y volado por primera vez por John Lankester Parker el 11 de abril del mismo año.

## Historia operacional
Después de realizar extensas pruebas, el Cromarty fue entregado al Seaplane Development Flight (Destacamento de Vuelo de Desarrollo de Hidroaviones) de la RAF el 17 de junio de 1922. En agosto, el Destacamento, que comprendía el Cromarty, dos Felixstowe F.5 y el Phoenix Cork, emprendió ensayos de operación de grandes hidrocanoas lejos de instalaciones de apoyo durante periodos extensos de tiempo. Llegando a Saint Mary's (Islas Sorlingas) el 21 de agosto, el Cromarty capeó exitosamente una tormenta, pero fue arrastrado hasta un arrecife, perforando el casco. Los daños fueron declarados antieconómicos de reparar y el Cromarty fue desguazado  allí mismo.
Aunque el Cromarty se había comportado bien en su limitado servicio, un problema (en común con todos los hidrocanoas de casco de madera) era la filtración de agua en el casco, llegando a los 270 kg de agua absorbida después de pocas semanas de servicio. Las pruebas con un Felixstowe F.5 de casco metálico resultaron en el encargo de un prototipo de hidrocanoa mejorado de casco metálico, basado en el Cromarty. Este se convirtió en el prototipo del Short Singapore I.

## Operadores
Reino Unido
- Real Fuerza Aérea

## Especificaciones
Referencia datos: Short Aircraft since 1900

### Características generales
- Longitud: 18 m (59 ft)
- Envergadura: 34,6 m (113,5 ft)
- Altura: 7,01 m[11]
- Superficie alar: 208,4 m² (2243,3 ft²)
- Peso vacío: 5534 kg (12 196,9 lb)
- Peso cargado: 8165 kg (17 995,7 lb)
- Peso máximo al despegue: 8981 kg (19 794,1 lb)
- Planta motriz: 2× motor lineal V12 refrigerado por líquido Rolls-Royce Condor IA.
  - Potencia: 480 kW (662 HP; 653 CV) [12] cada uno.

### Rendimiento
- Velocidad máxima operativa (Vno): 153 km/h (95 MPH; 83 kt)
- Alcance: 1400 km (756 nmi; 870 mi) (11 h[12])
- Tiempo a altitud: 20 min a 1800 m (6000 pies)[11]

### Armamento
- Ametralladoras: 

  - 1x Lewis de 7,7 mm en posición dorsal

- Cañones: 

  - 1x COW de 37 mm en el morro

## Aeronaves relacionadas

### Desarrollos relacionados
- Felixstowe F.5
- Short Singapore

### Aeronaves similares
- Phoenix P.5 Cork
- Vickers Valentia

### Secuencias de designación
- Secuencia N._ (interna de Short, antes de 1921): N.1B - N.2A - N.2B - N.3
- Secuencia S._ (interna de Short, después de 1921): S.1 - S.2 - S.3 - S.4 - S.5 →